# Arnold Keppel (8e comte d'Albemarle)
Arnold Allan Cecil Keppel, 8e comte d'Albemarle, (1er juin 1858 - 12 avril 1942), titré vicomte Bury de 1891 à 1894, est un militaire britannique, courtisan et homme politique conservateur.

## Biographie
Il est le fils aîné de William Keppel, 7e comte d'Albemarle, et de son épouse Sophia Mary, fille d'Allan Napier McNab, 1er baronnet, un homme politique canadien, et fait ses études au Collège d'Eton. Il sert avec les Scots Guards, atteignant le grade de lieutenant. En 1892, il est élu au Parlement pour Birkenhead, un siège qu'il occupe jusqu'en 1894, date à laquelle il succède à son père comme comte et prend son siège à la Chambre des lords. Il commande les fusilliers du prince de Galles avec le grade de colonel de 1892 à 1901.
Après le déclenchement de la seconde guerre des Boers en octobre 1899, un corps de volontaires impériaux de Londres est formé fin décembre 1899. Le corps comprend des divisions d'infanterie, d'infanterie montée et d'artillerie et est autorisé avec le nom de City of London Imperial Volunteers. Il se rend en Afrique du Sud en janvier 1900, revient en octobre de la même année et est dissous en décembre 1900. Lord Albemarle est nommé responsable de la division d'infanterie le 3 janvier 1900, avec le grade temporaire de lieutenant-colonel dans l'armée et sert comme tel jusqu'à la dissolution du corps. Il est mentionné dans des dépêches, reçoit la Médaille de la Reine pour l'Afrique du Sud avec quatre fermoirs et est nommé en 1900 Compagnon de l'Ordre du Bain (CB) pour ses services en Afrique du Sud. Il est plus tard colonel honoraire du 5e bataillon du Norfolk Regiment et brigadier-général de 1901 à 1906 dans la Brigade d'infanterie volontaire de Norfolk et reçoit la décoration territoriale.

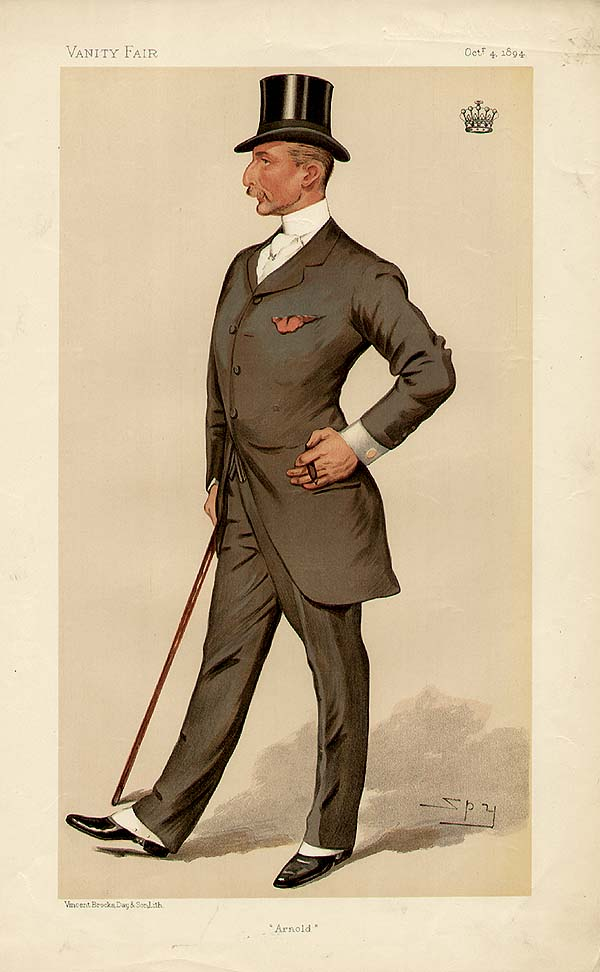
"Arnold"
Le comte d'Albemarle caricaturé par Spy (Leslie Ward) dans Vanity Fair, octobre 1894

Il est aide de camp d'Édouard VII et de George V, et est nommé membre de l'Ordre royal de Victoria (MVO) en juillet 1901, est promu chevalier commandant (KCVO) du même ordre en 1909, et Grand Croix (GCVO) dans l'ordre en 1931.
Lord Albemarle sert dans les gouvernements conservateurs de Bonar Law et Stanley Baldwin en tant que Lord-in-waiting (whip du gouvernement à la Chambre des Lords) entre 1922 et 1924.
Il est élu membre de la Zoological Society of London (FZS) en juillet 1902.

## Famille
Lord Albemarle épouse Gertrude Lucia (1861-1943), fille de Wilbraham Egerton, 1er comte Egerton, en 1881. Ils ont quatre fils et une fille : 
- Walter Keppel (9e comte d'Albemarle) (1882-1979), marié (1) en 1909 à Judith Sydney Myee Wynn-Carington (1889-1928), fille du 1er et dernier marquis de Lincolnshire, (2) en 1931 à Diana Cicely Grove (1909– 2013). 2 filles, 3 fils du premier mariage, 1 fille du second.
- Arnold Joost William (1884-1964), marié (1) en 1921 (div 1938), à Doris Lilian Carter, (2) en 1938 à Annie Margaret Blanche Purnell, (3) en 1952 à Mildred Rodber, sans descendance de ses trois unions.
- Rupert Oswald Derek (1886-1964), marié en 1919 (annulé en 1921) à Violet Mary de Trafford, sans descendance.
- Elizabeth Mary Gertrude (1890-1986), mariée à Torquhil Matheson (en), 5e baronnet, deux fils
- Albert Edward George Arnold (1898-1917), tué au combat lors de la bataille de Passchendaele près d'Ypres, en Belgique, non marié.

Il est décédé à Quidenham, Norfolk le 12 avril 1942, à l'âge de 83 ans, et est remplacé dans le comté par son fils aîné Walter.